# بوروتو اوزوماکی
بوروتو اوزوماکی (ژاپنی: うずまき ボルト هپبورن: Uzumaki Boruto) یک شخصیت خیالی در مجموعه مانگا و انیمه ناروتو است که توسط ماساشی کیشیموتو خلق شده‌است.او  یک شینوبی از قبیله اوزوماکی و از دهکده کونوهاگاکوره است. او پسر ناروتو اوزوماکی است و از طریق مادرش هیناتا هیوگا از نسل قبیله هیوگا محسوب می‌شود. در حالی که بوروتو اوایل مشکلاتی با پدرش به خاطر مشغله‌هایش به عنوان هوکاگه داشت، اما سرانجام او برای پدرش و وظایف او احترام قائل شد.

## بیوگرافی بوروتو
بوروتو حاصل ازدواج ناروتو و هیناتا است و بزرگترین فرزند خانواده اوزوماکی محسوب می‌شود. بوروتو وقتی خیلی کوچک بود پدرش را الگوی خود می‌دانست اما وقتی ناروتو به به مقام هوکاگه رسید، نظر بوروتو در مورد او تغییر کرد. به خاطر مشغله‌ی بسیار زیاد هوکاگه، ناروتو ناخواسته از خانواده‌اش غافل شد و این موضوع باعث شد تا بوروتو برای جلب توجه پدرش دست به هر کار نامتعارفی بزند. او به تدریج از مقام و وظایف هوکاگه تنفر پیدا کرد و هرگز دوست نداشت روزی به چنین مقامی برسد. همین موضوع نقطه اختلاف او با هم‌تیمی‌اش سارادا اوچیها بود، چرا که سارادا مقام هوکاگه را تحسین می‌کند و دوست دارد که روزی به این جایگاه برسد. پس از اتفاقات مربوط به فیلم بوروتو و حمله‌ی اعضای قبیله اوتسوتسوکی به دهکده کونوها، بوروتو متوجه دشواری مسئولیت هوکاگه شد و درک بهتری از پدرش پیدا کرد. به همین سبب رابطه‌ی او با ناروتو بهبود پیدا کرد.
او در حال حاضر یک گنین در تیم کونوهامارو است. اوایل بوروتو به مرور زمان همانند پدرش استعدادهای بیشتری را در خود یافت، اما بر خلاف ناروتو او هیچ انگیزه‌ای برای تمرین کردن فنون نداشت. به همین خاطر میزان پیشروی او ناچیز بود و او پس از مدتی به صورت مخفیانه روی به استفاده از تجهیزاتی پیشرفته آورد تا کمبودهایش را پوشش دهد. با این حال پس از حمله موموشیکی به دهکده‌اش این رفتار نیز در بوروتو اصلاح شد. حالا رویای او این است که روزی همانند مربی‌اش ساسوکه اوچیها به نینجایی قدرتمند تبدیل شود تا از دهکده‌اش در مقابل دشمنان محافظت کند.

### پیش زمینه
بوروتو اولین فرزند هیناتا و ناروتو اوزوماکی است. پس از گذشت دو سال از تولدش هیماواری به عنوان خواهرش به دنیا آمد. با توجه به این که والدین او با گذشت سال‌ها همچنان رابطه با دوستان دوران بچگی خود را حفظ کرده‌اند، بنابراین بوروتو پدر و مادر همسالان خود را به خوبی می‌شناسد.
در روز مربوط به مراسم انتخاب ناروتو به عنوان هوگاکه هفتم، خواهر بوروتو یعنی هیماواری قصد داشت عروسک پاندای خود را به این مراسم بیاورد. بوروتو برای این که عروسک را با خود حمل نکند آن را از خواهرش جدا کرد. طی یک کش و مکش سر عروسک کنده شد و هیماواری که عصبانی شده بود بیاکوگانش بیدار شد و با وجود معذرت‌خواهی بوروتو به سوی او حمله‌ور شد. ناروتو این موضوع را حس کرد و خود را برای محافظت از بوروتو رساند. او طی حمله‌ی هیماواری به یکی از نقاط چاکرایش از پای درآمد و بوروتو از ترسش در کمد لباس اتاقش پنهان شد هر چند که هیماواری خیلی زود جای او را پیدا می‌کند.

### کارما
بعد از شکست دادن موموشیکی، بوروتو مهری به شکل لوزی را در دست راستش دریافت کرد که به‌وسیله آن قادر به دستیابی به قدرت‌های موموشیکی بود. با این حال او در ابتدا نمی‌توانست به آن دسترسی پیدا کند و علاوه بر آن این مهر چاکرای فراوانی را مصرف می‌کرد. او مدتی بعد موفق به فعال کردن این قابلیت در خود شد.
وقتی که کارما فعال شود، این نشان روی دست بوروتو گسترش پیدا کرد و تمام دست و سمت راست صورت او را می‌گیرد. در این حالت پارامترهای فیزیکی او به شکل قابل توجهی افزایش پیدا می‌کند و بوروتو قادر است هر نوع نینجوتسو یا انرژی را جذب کند. همچنین وقتی کارمای او با کارمای دیگری همگام سازی شود، بوروتو قادر است دروازه‌ای بین بعدی به قلمروهای دیگر باز کند. او در ابتدا با اراده‌ی خود قادر به انجام این کار نبود اما بعدها با توسط کاواکی آموخت که چطور به طور موثر از آن استفاده کند.
با وجود قدرت‌هایی که این نشان به ارمغان می‌آورد اما در حقیقت وجود آن برای بوروتو خطرناک است، به طوری که این نشان به تدریج موموشیکی را در وجود او بازنویسی می‌کند و سرانجام او از درون بوروتو دوباره متولد خواهد شد. در هنگام تخلیه شدن چاکرا یا مجروح شدن، کامای او می‌تواند به طور کامل ضمیر و شخصیت موموشیکی را آشکار کند و اجازه‌ی کنترل بدن بوروتو را به او بدهد. در این حالت یک شاخ از سمت راست پیشانی بوروتو بیرون می‌زند که کمی خمیدگی دارد. همچنین در این وضعیت چشم راست او تبدیل به یک بیاکوگان می شود. قدرت و سرعت او به شدت افزایش پیدا کرده، به طوری که او قادر است دست راست جهش‌یافته بورو را نابود کند. تماس بوروتو با کاواکی که حامل کامای ایشیکی است می‌تواند باعث ایجاد یک تنین شود و نرخ تصاحب کردن هر دو حامل را افزایش دهد. به دنبال شکست ایشیکی، بوروتو تحت درمان ویژه آمادو قرار گرفت تا توسعه‌ی کارما را سرکوب کند. این موضوع به او اجازه می‌داد تا برای مدتی از قدرت کارما استفاده کند بدون آن که تحت تسخیر موموشیکی قرار بگیرد.
به دنبال مرگ او در تلاش برای متوقف کردن کنترل موموشیکی، او توسط موموشیکی با استفاده از داده‌ی باقی مانده کارما احیا شد و این موضوع بوروتو را به یک اوتسوتسوکی کامل تبدیل کرد در حالی که از لحاظ فیزیکی تغییری در او ایجاد نشد. پس از احیا شدن بوروتو حس کرد که می‌تواند دسترسی و کنترل بیشتری روی ماهیت موموشیکی داشته باشد.